# High Stile
High Stile (englisch für Hoher Zauntritt) ist ein 455 m hoher Gebirgspass im Zentrum von Coronation Island im Archipel der Südlichen Orkneyinseln. Er befindet sich an der Verbindung zwischen dem südwestlichen Bergkamm des Mount Nivea mit dem östlichen Ende der Brisbane Heights.
Die deskriptive Benennung des Passes nahm der Falkland Islands Dependencies Survey im Zuge einer von 1948 bis 1949 dauernden Vermessungskampagne vor.